# باشگاه فوتبال کاستومز
باشگاه فوتبال های کوان (انگلیسی: Hải Quan F.C.) یک باشگاه فوتبال از ویتنام است که در شهر هوشی‌مین منطقه جنوب شرقی ویتنام قرار دارد. این باشگاه در سال 2002 منحل شد.